# 柯西-歐拉方程
柯西-尤拉方程是形式如 {\displaystyle x^{2}y''+bxy'+cy=0}（其中{\displaystyle b,c}是常數）的二階變係數常微分方程。

## 解法
觀察可知{\displaystyle y=x^{r}}是一個特定解：
{\displaystyle 0=x^{2}y''+bxy'+cy}
{\displaystyle =x^{2}r(r-1)x^{r-2}+bxrx^{r-1}+cx^{r}}
{\displaystyle =(r^{2}+(b-1)r+c)x^{r}}
因為{\displaystyle x^{r}=0}若且唯若{\displaystyle x=0}，所以要考慮二次方程{\displaystyle r^{2}+(b-1)r+c=0}的解。
{\displaystyle r={1 \over 2}\left(1-b\pm {\sqrt {b^{2}-2b-4c+1}}\right).}
設{\displaystyle p,q}為二次方程的解。若{\displaystyle p,q}不相等，{\displaystyle y}的一般解則為{\displaystyle y=Ax^{p}+Bx^{q}}。
若{\displaystyle p=q=(1-b)/2} ，其中一個特定解為{\displaystyle x^{r}\ln {x}}：
{\displaystyle x^{2}(x^{r}\ln {x})''+bx(x^{r}\ln {x})'+cx^{r}\ln {x}}
{\displaystyle =x^{r}(\ln {x}(r^{2}+(b-1)r+c)+2r+b-1)}
代入{\displaystyle r=(1-b)/2}便知右方括號內等於0。因此核實{\displaystyle x^{r}\ln {x}}是一個特定解。
於是，便有兩個線性獨立解，繼而可得：{\displaystyle y=Ax^{r}+Bx^{r}\ln {x}}。